# Armstrong Whitworth Albemarle
Die Armstrong Whitworth A.W.41 Albemarle war ein britischer Bomber aus der Zeit des Zweiten Weltkriegs, der von Armstrong Whitworth gemäß der Spezifikation B.18/38 des britischen Luftfahrtministeriums (Air Ministry) entworfen wurde.

## Konstruktion und Bau
Der zweimotorige mittlere Bomber sollte aus Holz und Metall gebaut werden, denn seine Fabrikation sollte auch durch Firmen, welche nicht der Flugzeugindustrie angehörten, möglich sein. Es wurden zwei Prototypen hergestellt, der zweite (RAF-Seriennr. P1361) absolvierte am 20. März 1939 seinen Erstflug. Die Fertigung sämtlicher 600 Flugzeuge wurde der Firma A.W. Hawkesley Ltd in Gloucester übertragen. Nur die ersten 32 („Mk I Serie l“) wurden als Bomber ausgeführt. Es war eine Besatzung von sechs Mann vorgesehen, darunter je ein Bordschütze für den Vierlingsturm auf dem Rumpfrücken und den einziehbaren Zwillingsturm auf der Rumpfunterseite. Der Rumpfrückenturm war leicht nach links versetzt, um den Durchgang im Rumpf zu vergrößern. Die Albemarle war das erste englische Kriegsflugzeug mit einziehbarem Bugradfahrwerk, es besaß aber noch zusätzlich ein starres Spornrad, welches das Heck bei eventuellen Bodenberührungen vor Beschädigungen schützen sollte. Das erste Flugzeug der Serie wurde im Dezember 1941 fertiggestellt.

## Einsatz

Dreiseitenansicht

Als erste Transport-Einheit erhielt die 511. Squadron in RAF Lyneham im November 1942 die Albemarle. Im Januar 1943 begannen die Lieferungen als Aufklärungsbomber an die 295. Squadron in Harwell. Die Albemarle wurde nie in ihrer vorgesehenen Art verwendet. Als weitere Staffeln setzten die 296., 297. und 570. Squadron in England und Nordafrika die Albemarle ein.
Viele Albemarle wurden bei den Landungen der Alliierten auf Sizilien (Juli 1943), in der Normandie (Juni 1944) und bei Arnheim (September 1944) eingesetzt. Die 297. Staffel diente ab August 1943 im Vorfeld der Operation Overlord der Special Operations Executive (SOE) und die 295. 296. und 570. Staffel warfen Ausrüstung für die Résistance über Frankreich ab. Neben Fallschirmjägereinsätzen am D-Day kam der Typ bei der Operation Market Garden auch als Schlepper durch die 296. und 297. Staffel zum Einsatz.
In geringer Stückzahlen kam sie auch bei 161. und 511. Squadron zum Einsatz. 14 Albemarle wurden im März und April 1943 an die sowjetische Luftwaffe geliefert, von denen zwei bei der Überführung verlorengingen.

## Varianten
- Albemarle Mk.I: Die ersten 32 Flugzeuge wurden als Bomber ausgeführt. Hinzu kamen die Ausführungen GT (General Transport) und ST (Special Transport), letztere mit steuerbordseitiger Frachtladetür; 99 ST.Mk.1 und 69 GT.Mk.1. Diese waren entsprechend ihren Aufgaben oder ihrer Ausrüstung weiter in Serien unterteilt. Die acht ST Mk I Serie l verfügten so lediglich über zwei Rücken-MG, welche durch ein Schiebedach überdeckt waren und die 14 ST Mk I Serie 2 hatten Vorrichtungen von Macolm zum Schleppen von Lastenseglern.
- Albemarle Mk.II: Die Mk.II, eine ST-Version für zehn Fallschirmjäger und mit Bristol-Hercules-XI-Motoren ausgerüstet; 99 umgebaute ST.Mk.II.
- Albemarle Mk.III: Es bestand allerdings ein Projekt für eine Mk III mit Merlin-Motoren.
- Albemarle Mk.IV: Eine Mk IV wurde mit 1600 PS leistenden Wright R-2600-A5B Double Cyclone gebaut.
- Albemarle Mk.V: Die Mk.V glich der Mk.II, hatte aber eine Vorrichtung zum Ablassen von Treibstoff und war mit Bristol-Hercules-XI-Motoren ausgerüstet; 49 umgebaute ST.Mk.V.
- Albemarle Mk.VI: Die ST Mk VI glichen der Serie l, nur hatten sie eine Frachttür auf der hinteren rechten Rumpfseite. Die GT Mk VI entsprachen der Serie 2, aber mit zusätzlicher Funkausrüstung und ohne Bewaffnung auf der Rumpfoberseite; 133 ST.Mk.VI und 117 GT.Mk.V1 gebaut

## Produktionszahlen
Die Albemarle wurde in Großbritannien bei A. W. Hawksley in Gloucester gebaut.
| Version | Anzahl |
| ------- | ------ |
| Mk I    | 199    |
| Mk II   | 99     |
| Mk IV   | 1      |
| Mk V    | 48     |
| Mk VI   | 251    |
| Summe   | 598    |

| Jahr           | Anzahl |
| -------------- | ------ |
| 1941           | 3      |
| 1942           | 163    |
| 1943           | 132    |
| 1944           | 219    |
| bis 31.07.1945 | 81     |
| Summe          | 598    |

## Militärische Nutzung
Sowjetunion
12 Exemplare wurden geliefert
 Vereinigtes Königreich
- Royal Air Force

## Technische Daten
| Kenngröße             | Daten                                               |
| --------------------- | --------------------------------------------------- |
| Besatzung             | 4                                                   |
| Passagiere            | als Absetzflugzeug 10 Fallschirmspringer            |
| Länge                 | 18,26 m                                             |
| Spannweite            | 23,47 m                                             |
| Höhe                  | 4,75 m                                              |
| Flügelfläche          | 74,6 m²                                             |
| Flügelstreckung       | 7,4                                                 |
| Leermasse             | 10.270 kg                                           |
| max. Startmasse       | 16.556 kg                                           |
| Reisegeschwindigkeit  | 274 km/h                                            |
| Höchstgeschwindigkeit | 426 km/h                                            |
| Dienstgipfelhöhe      | 5486 m                                              |
| Reichweite            | 2092 km                                             |
| Triebwerke            | 2 × Sternmotoren Bristol Hercules XI mit je 1190 kW |
| Bewaffnung            | 4 × 7,7-mm-Browning-Maschinengewehre 2041 kg Bomben |